# 刁从洲
刁从洲（1934年3月—2012年6月21日），河北省石家庄市深泽县人。中国人民解放军军事将领。
1951年1月，参加中国人民解放军。1985年6月，任第63集团军副军长，1988年4月，任第63集团军军长，同年授少将军衔。1990年6月任内蒙古军区司令员。